# Protheosodon
Protheosodon è un genere estinto di mammiferi litopterni, appartenente ai proteroteriidi. Visse tra l'Oligocene superiore e il Miocene inferiore (circa 28 - 21 milioni di anni fa) e i suoi resti fossili sono stati ritrovati in Sudamerica.

## Descrizione
Questo animale doveva essere di dimensioni medie, inferiori a quelle di un'attuale vigogna. Gli incisivi inferiori, al contrario di quelli di altri proteroteriidi successivi come Diadiaphorus, erano relativamente piccoli e non specializzati. La dentatura inferiore era completa e non vi era traccia di diastema (lo spazio tra i canini e i premolari). I denti superiori erano molto simili a quelli di Anisolambda e di Polymorphis. La mandibola era dotata di un ramo verticale molto alto. Le zampe sono conosciute in modo imperfetto, e le ossa delle zampe erano state inizialmente attribuite a un notoungulato.

## Classificazione
Protheosodon coniferus venne descritto per la prima volta da Florentino Ameghino nel 1897, sulla base di resti fossili ritrovati in terreni del Deseadano (Oligocene superiore/Miocene inferiore) in Argentina, nella provincia di Chubut. Altri fossili attribuiti a Theosodon sono stati ritrovati in terreni un poco più antichi in Colombia. 

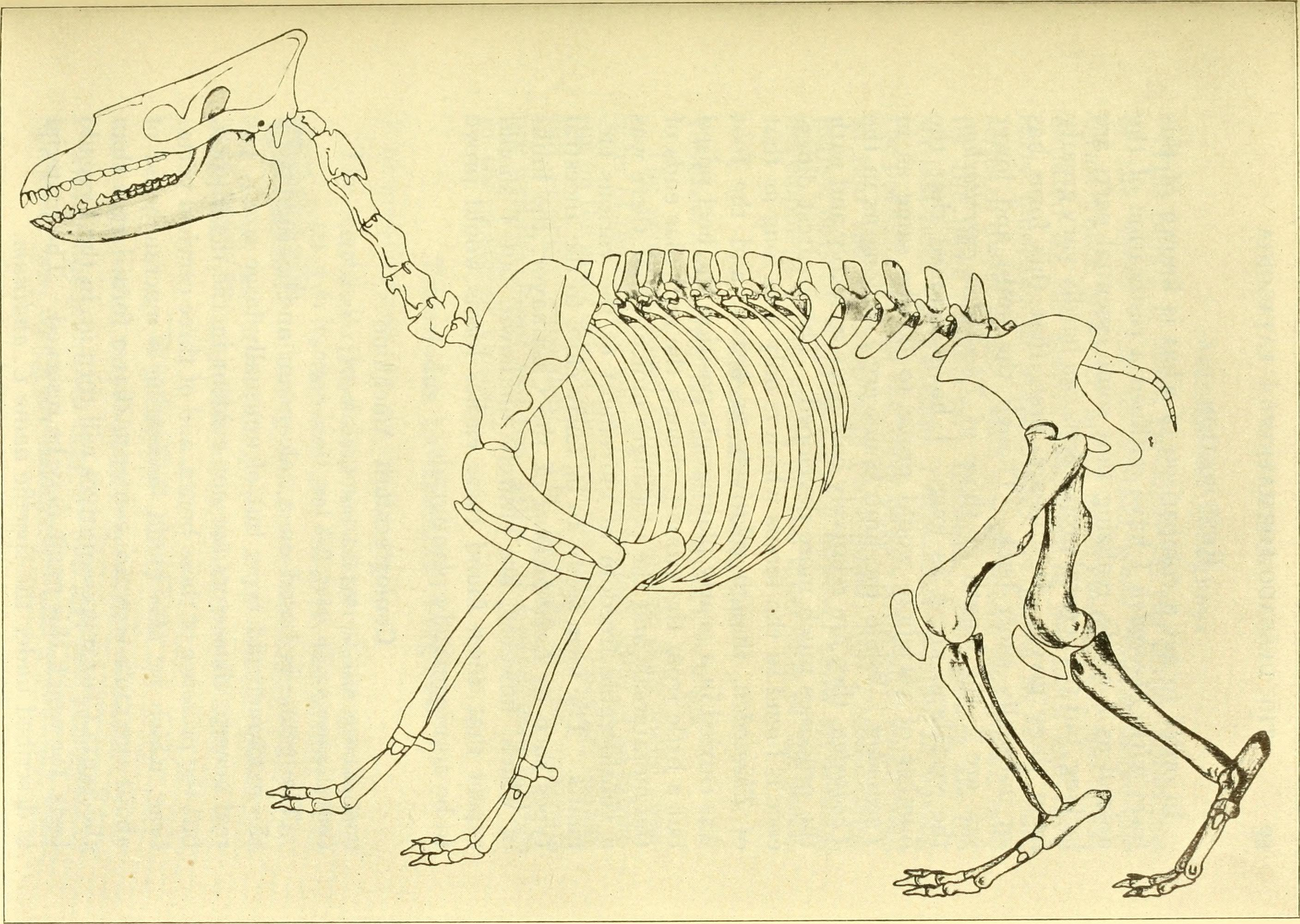
Ricostruzione di Protheosodon coniferus eseguita da Ameghino sulla base del più noto e successivo Theosodon

Protheosodon venne inizialmente attribuito alla famiglia dei macraucheniidi (un gruppo di litopterni che svilupparono un particolare arretramento delle ossa nasali), principalmente sulla base delle caratteristiche della dentatura inferiore. Successive ricerche hanno indicato che Protheosodon potrebbe essere un rappresentante dei proteroteriidi, un gruppo di litopterni che nel corso della loro evoluzione si specializzarono in un adattamento alla corsa. Protheosodon potrebbe essere un rappresentante della sottofamiglia Anisolambdinae, il gruppo di proteroteriidi più arcaico. Protheosodon sembrerebbe essere stato parte di un ramo collaterale, contemporaneo ad altri proteroteriidi più evoluti.

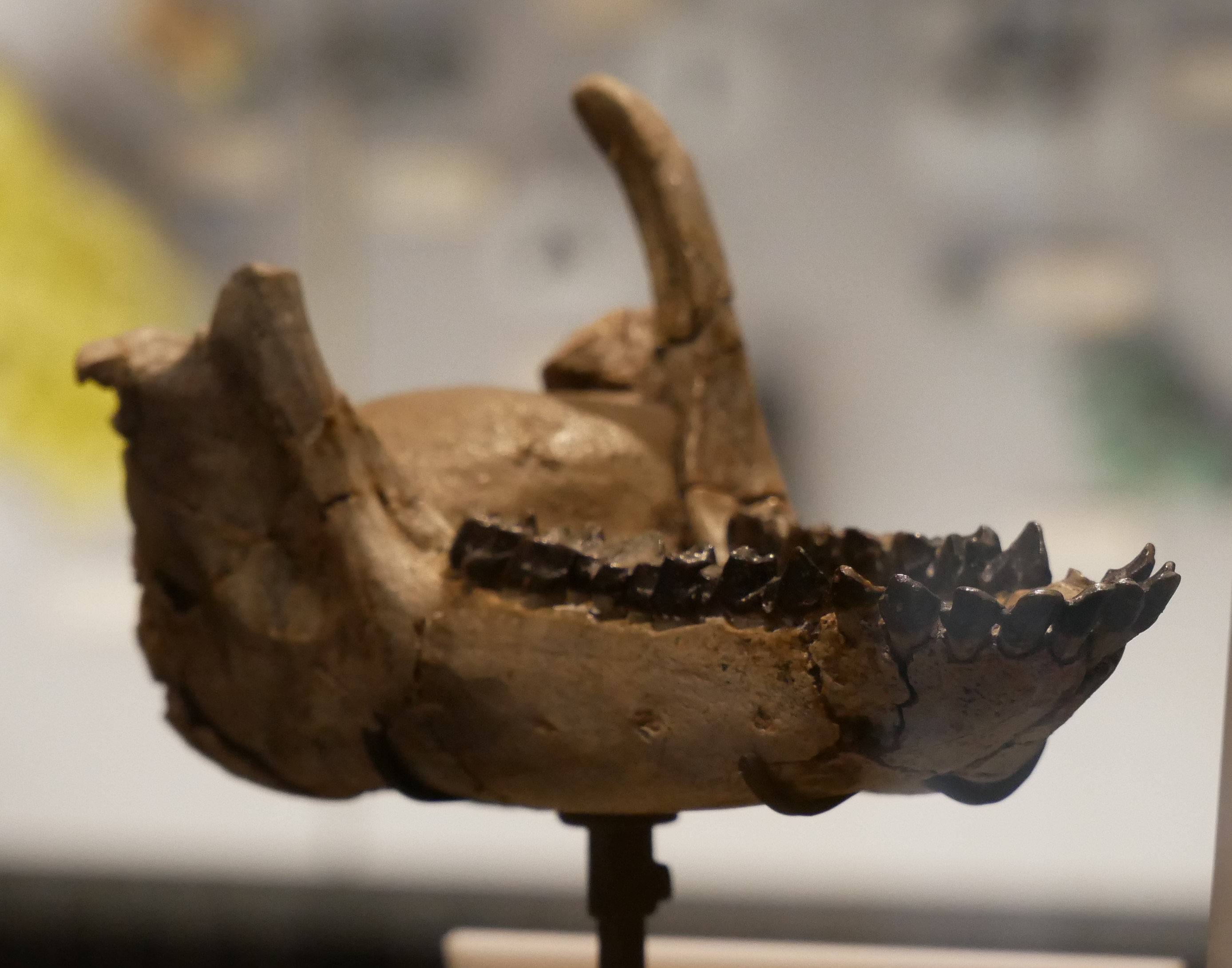
Mandibola di Protheosodon coniferus